# グアナフアト
グアナファト（スペイン語：Guanajuato）は、メキシコ・グアナフアト州の州都である。周辺の町村を含めた基礎自治体の中核。
人口は19万4500人（2020年）。メキシコでも豊かな銀山に恵まれ、スペイン植民地時代の美しいコロニアル建築で有名である。歴史的な市街地と近辺の銀山はユネスコ世界遺産に登録されている。
グアナファトという地名は先住民族のタラスコ族の言葉、「カエルのいる山がちな場所」 (Quanax-juato) が語源であるという説がある。
毎年10月から2週間かけて、国際セルバンテス祭が開かれ、市内にあるフアレス劇場や教会の階段を利用して、セルバンテスの戯曲の上演や、コンサートが催される。
また、映画『レジェンド・オブ・メキシコ/デスペラード』はここで撮影された。

## 地理
メキシコシティから北西に 370 km のところに位置し、標高は海抜 1,996 m である。

## 歴史

### 植民地時代
1540年代、スペイン人は金鉱床を発見し、直後に兵士を送り、砦を築いた。1548年、前哨基地が、ドン・アントニオ・デ・メンドーサ総領事によって、レアル・デ・ミナス・デ・グアナファト(Real de Minas de Guanajuato)の名で、正式に設立した。チチメカ族の攻撃にもかかわらず、この地域の人口は、スペイン人、クリオーロ人の移住者、および先住民およびメスティーソの商人および労働者の到着とともに、急速に増加した。すぐに、町の名前がサンタフェ・レアル・デ・ミナス・デ・グアナファト、市長がプリファン・デ・リベラと宣言された。1555年に最初の教会が献堂され、1574年に「alcadía mayor」と命名された。
当初、街はマルフィル/サンティアゴ、テペタパ、サンタアナ、サンタフェと呼ばれる4つのバリオまたは近隣地区に分かれていた。サンタフェが最も古いと考えられ、現在のパスティア(Pastita)コロニアに位置している。この街は小さな川によって分断されており、主要な交通路となっている。最も古い地域はRayas y Mellado、Cata、La Valenciana、パスティアで、鉱山にちなんで名付けられている。
最初に発見されたサンバナベという鉱脈は、ヌエバ・エスパーニャだけでなくスペイン本土でも注目を集めた。この発見により、何千人もの移住者がこの地域に移り、その結果、Rayas鉱山などの他の鉱床が発見された。San Barnabeは、すべてが掘り尽くされた1928年まで、採鉱されていた。今日、この鉱山跡は、街のちょうど外側にある小さな町ラ・ルーズにある。
1679年、メキシコ総督フリード・ペイ・エンリケス・デ・リベラの命により、街の名前が、シウダー・デ・サンタフェ・イ・レアル・デ・ミナス・デ・グアナファト（Ciudad de Santa Fe y Real de Minas de Guanajuato）（非常に高貴で忠実な都市サンタフェ・イ・レアル・デ・グアナファト）に変更された。同じ年にエスカッシャンを与えられ、現在も使用されている。聖なる信仰（サンタフェ）を表している中央の女性のイメージを持つ金の背景の街の紋章である。紋章は、2つの月桂樹の枝、青いリボンと大理石の柱により支えられた貝殻のような他の画像が含まれている。それはカスティーリャの王冠とアカンサスの葉で覆われている。
1741年には、街は「最も高貴で忠実なサンタフェ・デ・ミナス・デ・グアナファト市」という称号を受け、鉱山からの豊富な富により、1790年に「インテンデンシア（州）」となった。18世紀には、世界でも有数の銀採掘センターであり、植民地時代初期のメキシコで最も豊かな都市となった。ラ・バレンシアナ鉱山の生産だけでも、世界経済に影響を及ぼし、バレンシナス伯爵は、ヌエバ・エスパーニャで最も強力なファミリーの１つとなった。この街は、18世紀にヌエバ・エスパーニャで最も豊かで、最も裕福な都市のひとつであった。この富は、その市民的および宗教的な建築において、明確となる。植民地時代の建築には、バレンシアナ、カタ、ラ・コンパニア（イエズス会）教会、グアナフアト聖母教会など、ヌエバ・エスパーニャで最も優れたバロック様式とクーリゲーゼ様式のいくつかの例が含まれている。この時期からの大部分の建設は、ピンクまたは緑の砂岩でできている。教会では、バロック様式の祭壇が、地元の鉱山の金が飾られていた。これらの構造は、中央メキシコ全体の後の建物に影響を与えた。ユネスコの世界遺産では、ラ・コンパニアとラ・バレンシアナの教会は、中南米でバロック様式の建築の最も美しい例の一つと考えられている。

### 独立
町はメキシコ独立戦争時に、重要な役割を果たした。
かつて町は、現在は町の地下のトンネルを流れているグアナフアト川の周辺に建てられていた。しかし20世紀中頃、繰り返される洪水に対処するために建造物を持ち上げた。数年後、技術者がダムを建設して川の流れを地下の洞窟の方向に変えた。トンネルは照らされ、自動車の通行のために小さな丸石で舗装された。現在、町を走る車の大多数が、地下に造られた道路網を往来している。地下の道路は、最も良く町の特徴を表すものの1つである。

## 気候
| グアナフアト (1951-2010)の気候         | グアナフアト (1951-2010)の気候 | グアナフアト (1951-2010)の気候 | グアナフアト (1951-2010)の気候 | グアナフアト (1951-2010)の気候 | グアナフアト (1951-2010)の気候 | グアナフアト (1951-2010)の気候 | グアナフアト (1951-2010)の気候 | グアナフアト (1951-2010)の気候 | グアナフアト (1951-2010)の気候 | グアナフアト (1951-2010)の気候 | グアナフアト (1951-2010)の気候 | グアナフアト (1951-2010)の気候 | グアナフアト (1951-2010)の気候 |
| 月                                     | 1月                            | 2月                            | 3月                            | 4月                            | 5月                            | 6月                            | 7月                            | 8月                            | 9月                            | 10月                           | 11月                           | 12月                           | 年                             |
| -------------------------------------- | ------------------------------ | ------------------------------ | ------------------------------ | ------------------------------ | ------------------------------ | ------------------------------ | ------------------------------ | ------------------------------ | ------------------------------ | ------------------------------ | ------------------------------ | ------------------------------ | ------------------------------ |
| 最高気温記録 °C （°F）                 | 28.9 (84)                      | 33.6 (92.5)                    | 34.7 (94.5)                    | 37.0 (98.6)                    | 38.9 (102)                     | 37.2 (99)                      | 34.1 (93.4)                    | 34.5 (94.1)                    | 33.5 (92.3)                    | 34.0 (93.2)                    | 29.8 (85.6)                    | 29.7 (85.5)                    | 38.9 (102)                     |
| 平均最高気温 °C （°F）                 | 22.3 (72.1)                    | 24.1 (75.4)                    | 27.1 (80.8)                    | 29.4 (84.9)                    | 30.6 (87.1)                    | 28.7 (83.7)                    | 26.9 (80.4)                    | 26.8 (80.2)                    | 26.1 (79)                      | 25.5 (77.9)                    | 24.2 (75.6)                    | 22.6 (72.7)                    | 26.19 (79.15)                  |
| 日平均気温 °C （°F）                   | 14.6 (58.3)                    | 16.0 (60.8)                    | 18.4 (65.1)                    | 20.8 (69.4)                    | 22.3 (72.1)                    | 21.7 (71.1)                    | 20.5 (68.9)                    | 20.4 (68.7)                    | 19.9 (67.8)                    | 18.6 (65.5)                    | 16.6 (61.9)                    | 15.0 (59)                      | 18.73 (65.72)                  |
| 平均最低気温 °C （°F）                 | 6.9 (44.4)                     | 7.9 (46.2)                     | 9.7 (49.5)                     | 12.2 (54)                      | 14.0 (57.2)                    | 14.7 (58.5)                    | 14.1 (57.4)                    | 14.1 (57.4)                    | 13.8 (56.8)                    | 11.7 (53.1)                    | 9.0 (48.2)                     | 7.5 (45.5)                     | 11.3 (52.35)                   |
| 最低気温記録 °C （°F）                 | −1.5 (29.3)                    | −2.0 (28.4)                    | 0.3 (32.5)                     | 5.5 (41.9)                     | 8.0 (46.4)                     | 9.0 (48.2)                     | 10.4 (50.7)                    | 9.0 (48.2)                     | 4.8 (40.6)                     | 2.2 (36)                       | −4.0 (24.8)                    | −4.0 (24.8)                    | −4 (24.8)                      |
| 雨量 mm （inch）                       | 16.4 (0.646)                   | 11.9 (0.469)                   | 8.8 (0.346)                    | 8.1 (0.319)                    | 42.4 (1.669)                   | 136.9 (5.39)                   | 179.8 (7.079)                  | 149.4 (5.882)                  | 122.8 (4.835)                  | 35.6 (1.402)                   | 10.4 (0.409)                   | 10.3 (0.406)                   | 732.8 (28.852)                 |
| 平均降雨日数 （≥0.1 mm）               | 2.8                            | 2.1                            | 1.8                            | 2.7                            | 7.1                            | 12.3                           | 15.7                           | 13.7                           | 10.6                           | 5.0                            | 2.2                            | 2.1                            | 78.1                           |
| 平均月間日照時間                       | 235.6                          | 226.0                          | 266.6                          | 261.0                          | 260.4                          | 210.0                          | 201.5                          | 220.1                          | 198.0                          | 244.9                          | 252.0                          | 217.0                          | 2,793.1                        |
| 出典1：Servicio Meteorologico Nacional |                                |                                |                                |                                |                                |                                |                                |                                |                                |                                |                                |                                |                                |
| 出典2：Hong Kong Observatory.          |                                |                                |                                |                                |                                |                                |                                |                                |                                |                                |                                |                                |                                |

## 交通

### 市内交通
- 自動車が増え町が発展するにつれ、小道の多い複雑な市内は移動が困難になってきた。そのため、いくつもの地下道が造られ、現在でもこの町を特徴付けている。

## 教育
- グアナファト大学：イエズス会が1732年に設立した学校が母体の歴史のある大学。

## 世界遺産

### 登録基準
この世界遺産は世界遺産登録基準のうち、以下の条件を満たし、登録された（以下の基準は世界遺産センター公表の登録基準からの翻訳、引用である）。
- (1) 人類の創造的才能を表現する傑作。
- (2) ある期間を通じてまたはある文化圏において、建築、技術、記念碑的芸術、都市計画、景観デザインの発展に関し、人類の価値の重要な交流を示すもの。
- (4) 人類の歴史上重要な時代を例証する建築様式、建築物群、技術の集積または景観の優れた例。
- (6) 顕著で普遍的な意義を有する出来事、現存する伝統、思想、信仰または芸術的、文学的作品と直接にまたは明白に関連するもの（この基準は他の基準と組み合わせて用いるのが望ましいと世界遺産委員会は考えている）。

## 観光
- ヴァレンシアーナ教会

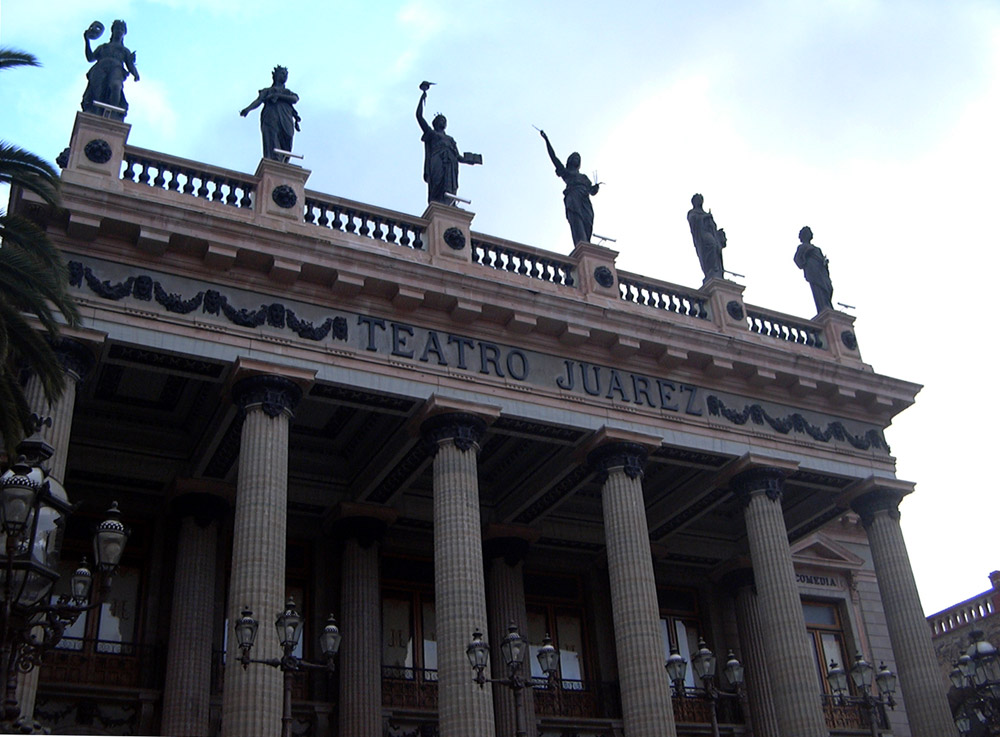
1903年設立のフアレス劇場

- ミイラ博物館 (Museo de Momias)
- 口づけの小径：メキシコ版「ロミオとジュリエット」の舞台
- ピピラ記念像：1939年建造の鉱夫フアン・ホセ・マルティネス「ピピラ」の像。
- オヤダム：1747年に使用開始された、デザインの美しいダム。郊外のオヤと言う地に建造されている。
- サン・ディエゴ聖堂
- ラ・コンパニア聖堂
- サンタ・マリア・デ・グアナフアト聖堂
- バレンシアナ聖堂

## 姉妹都市・提携都市
- アヴィニョン、フランス
- ドローレス・イダルゴ、メキシコ